# High Powered Boys
High Powered Boys est un groupe de musique électronique français.

## Biographie
Le groupe est formé par Surkin (Benoit Heitz) et Bobmo (Hugues Rey). Les deux DJs se sont connus au sein du label Institubes dont ils ont été membres. Puis, c'est par un échange téléphonique qu'ils entrent en contact sur internet. C'est ainsi qu'ils discutent et s'échangent des musiques. Ils décident ensuite de collaborer et de créer leur groupe. Leur nom (High Powered Boys) trouve sa référence dans l'album du groupe de rap, fondateur de la Miami bass : 2 Live Crew, célèbre notamment pour son titre Get It Girl ou son titre polémique Banned in the USA. C'est dans l'album Is What You Are, où le groupe remercie « tous les high powered DJs, que Surkin et Bobmo décident de prendre ce nom, en remplaçant « DJ » par « Boys » ».
Sous le label Institubes, ils sortent Sound of Cain et Songs For Abel. Malheureusement, Institubes annonce sa fermeture le 16 mars 2011. Lui succèdent alors les labels Marble (fondé par Para One, Surkin et Bobmo) et Sound Pellegrino (fondé par Teki Latex et Orgasmic). C'est ainsi que, sous le label Sound Pellegrino, High Powered Boys sortent Udon / Work EP ; puis, sous le label Marble, Girly / Crash EP.
En mars 2011, ils lancent une mixtape d'une demi-heure. La même année, les High Powered Boys commencent à toucher un public plus large, bénéficiant de passages radio sur la radio publique française Le Mouv'. Ils y font même l'objet d'une émission spéciale le 28 mars 2011, étant invités lors du Laura Leishman Project, à animer l'émission par le biais d'un DJ set. En 2019, ils apparaissent sur la compilation Decennium.

## Discographie
- 2008 : Sound Of Cain - Institubes

1. Hoes Get Down
2. Up Down

- 2010 : Songs For Abel - Institubes

1. Highway
2. Do It

- 2010 : Udon / Work - EP - Sound Pellegrino

1. Udon
2. Udon (Julio Bashmore Remix)
3. Work
4. Work (Tom Trago Remix)

- 2011 : Girly / Crash - EP - Marble

1. Girly
2. Crash

- 2012 : Streetwise - EP - Marble

1. Mind Games
2. Streetwise
3. The Bim Bam Song
4. The Machine
5. Chords